# Chrysler Stratus

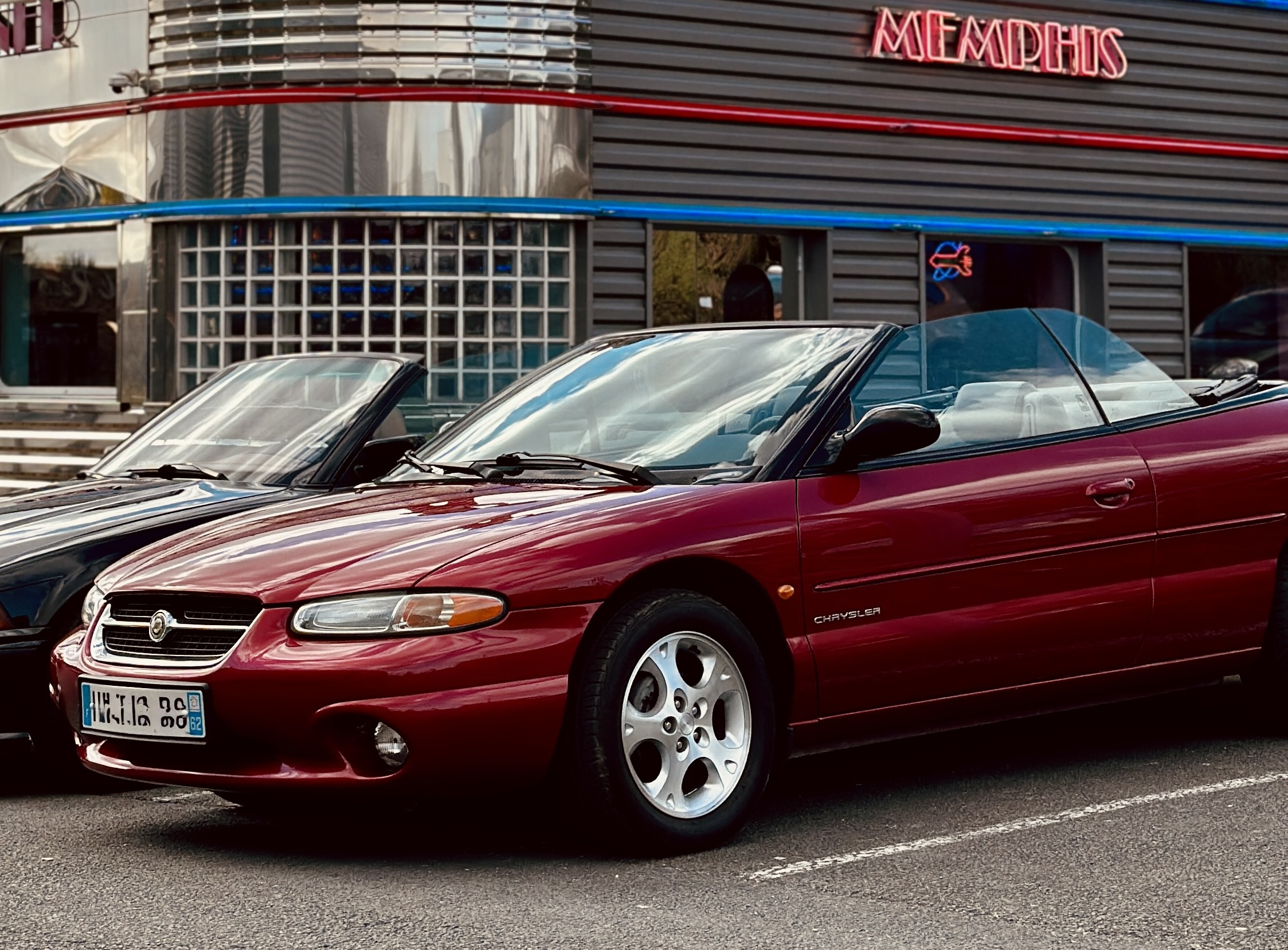
Chrysler Stratus Cabriolet de 1997.

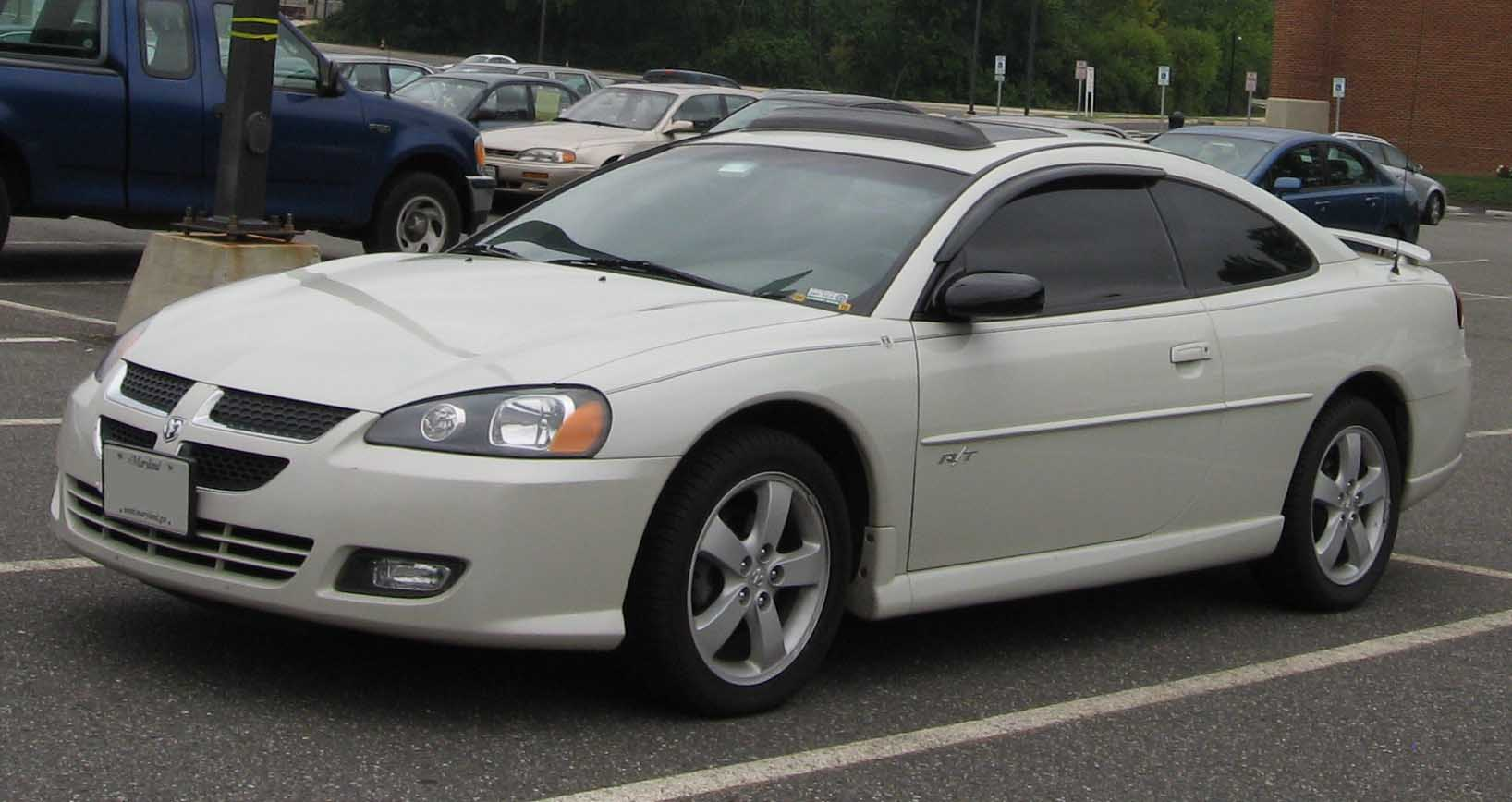
Dodge Stratus II R/T.

La Chrysler Stratus est un modèle d'automobile du fabricant américain Chrysler.
Elle est vendue de 1995 à 2006 sous forme de berline et de 1996 à 2001 sous forme de cabriolet. Elle est vendue sous le nom de Chrysler Cirrus aux États-Unis pour la version haut-de-gamme, Dodge Stratus pour la version milieu de gamme et Plymouth Breeze pour l'entrée de gamme. Elles furent surnommées les « cloud-cars ». Le successeur de la Chrysler Stratus est la Chrysler Sebring. La seconde génération de Stratus ne fut vendue que par Dodge de 2001 à 2006, et était basée sur la Chrysler Sebring.

## Première génération

### Histoire
Le développement de la Stratus a commencé en 1991 dans le but de créer un véhicule abordable, au look expressif et amusant à conduire, toujours suffisamment sûr pour transporter une famille tous les jours.
Le concept-car Cirrus présenté en 1992 comporte des portes arrière suicide, un moteur turbocompressé de 3,0 litres à 400 ch, et est marqué par l'absence de pilier B permettant un meilleur accès à l'habitacle. Le concept et le modèle de production utilisent le nouveau le concept de Cab forward de la Chrysler Corporation, lancé en 1992 sur les plus grandes berlines LH, marqué par un long pare-brise très incliné dont la base arrive au dessus de l'essieu avant, et des porte-à-faux courts. Le fait de pousser les roues plus loin aux coins de la carrosserie crée une cabine plus grande que la plupart des autres véhicules de taille similaire de cette époque.
La Stratus est pensée pour une commercialisation en Europe, moins grande que les autres modèles Chrysler et ayant un bon rapport qualité prix. De ce fait, elle s'attaquait directement aux Renault Laguna, Peugeot 406, Volkswagen Passat B5 et autres berlines de la même catégorie.
592 personnes de l'équipe Large Car Platform commencent à travailler sur les Chrysler Cirrus et Dodge Stratus en 1991, alors que les Chrysler Concorde, Dodge Intrepid et Eagle Vision sont encore en développement. Un petit groupe de jeunes ingénieurs, concepteurs de produits, designers et spécialistes du marketing sont à l'origine de cet effort, dans le but de créer des voitures capables de faire face aux meilleurs véhicules d'import.
Une gamme de moteurs est mise en place pour la voiture : 
- Un moteur 4 cylindres en ligne de 2,0 litres, 16 soupapes, à un seul arbre à cames en tête couplé à une boîte de vitesses manuelle à 5 vitesses ou automatique à 4 vitesses.
- Un moteur de 2,4 litres à 16 soupapes à double arbre à cames en tête couplé à une boîte de vitesses manuelle à 5 vitesses ou automatique à 4 vitesses, réservé aux marchés américains.
- Un moteur V6 2,5 litres à 24 soupapes (d'origine Mitsubishi) à un seul arbre à cames en tête couplé à un boite automatique à 4 vitesses.

Un restylage a lieu en 1998. Il apporte une nouvelle calandre adoptant le logo ailé de Chrysler, des lave-phares, et le remplacement du bandeau rouge à l'arrière par un lettrage "Stratus".
En 2001, Chrysler remplace la Stratus par la Sebring.

### Modèles

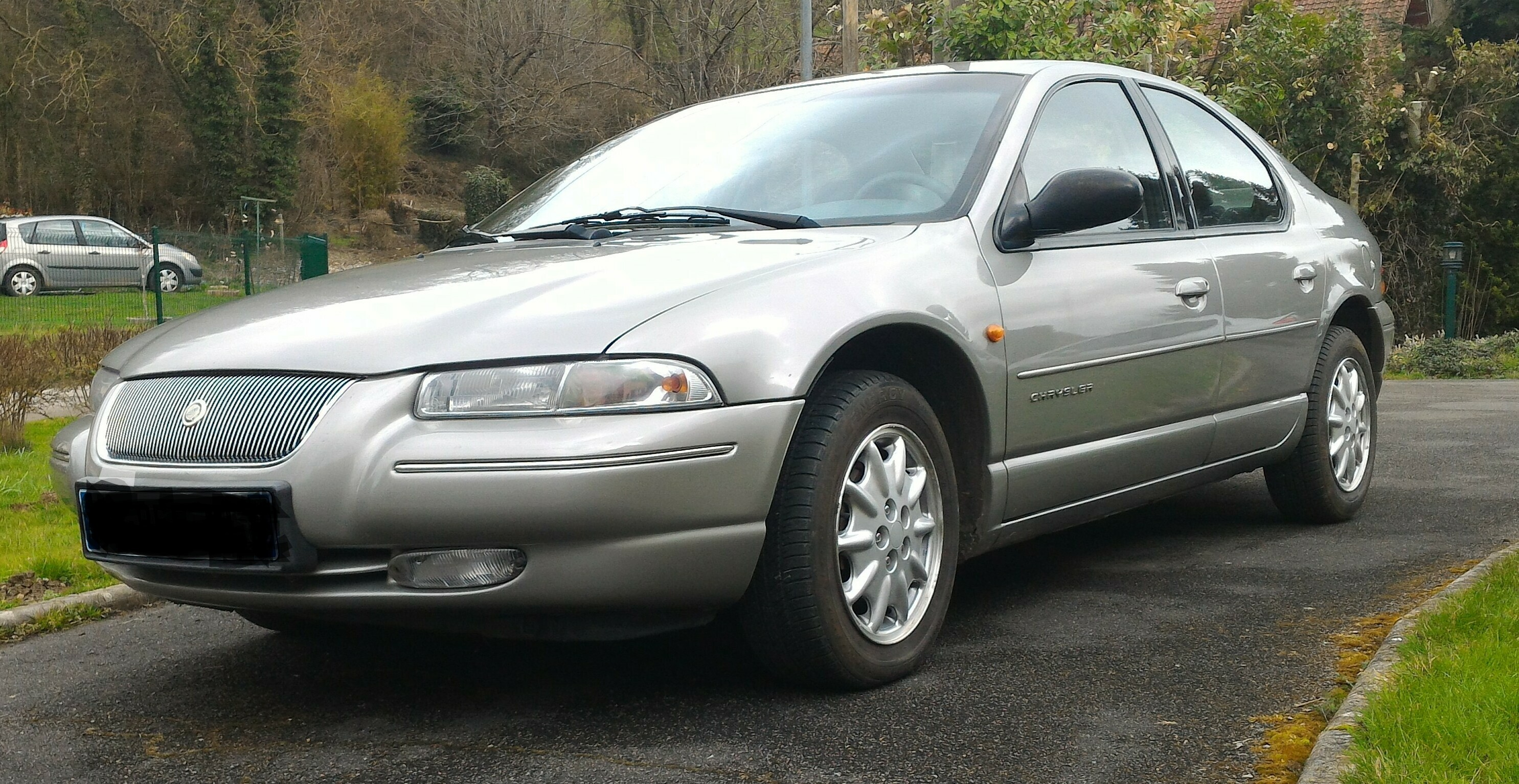
Chrysler Cirrus
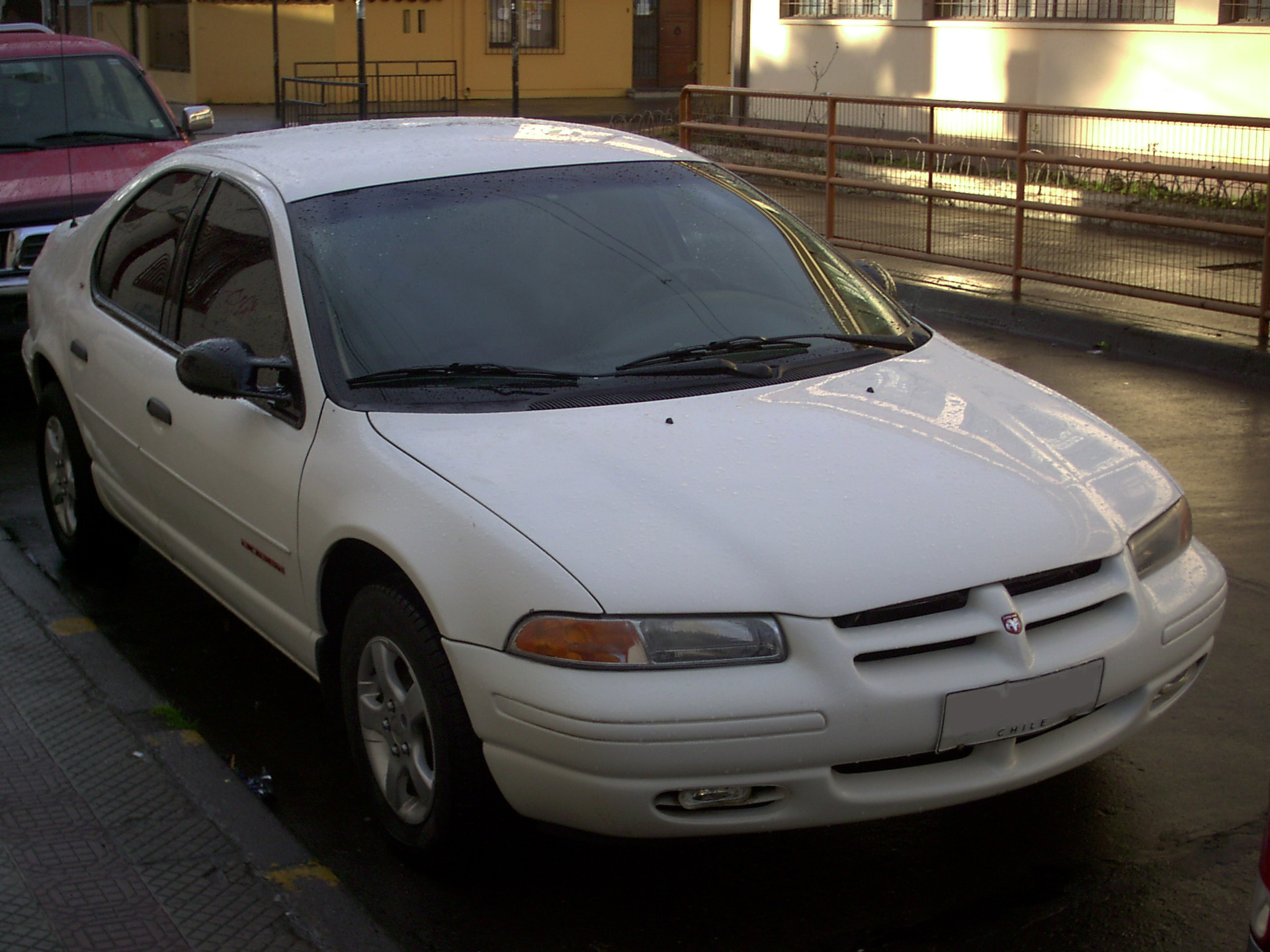
Dodge Stratus
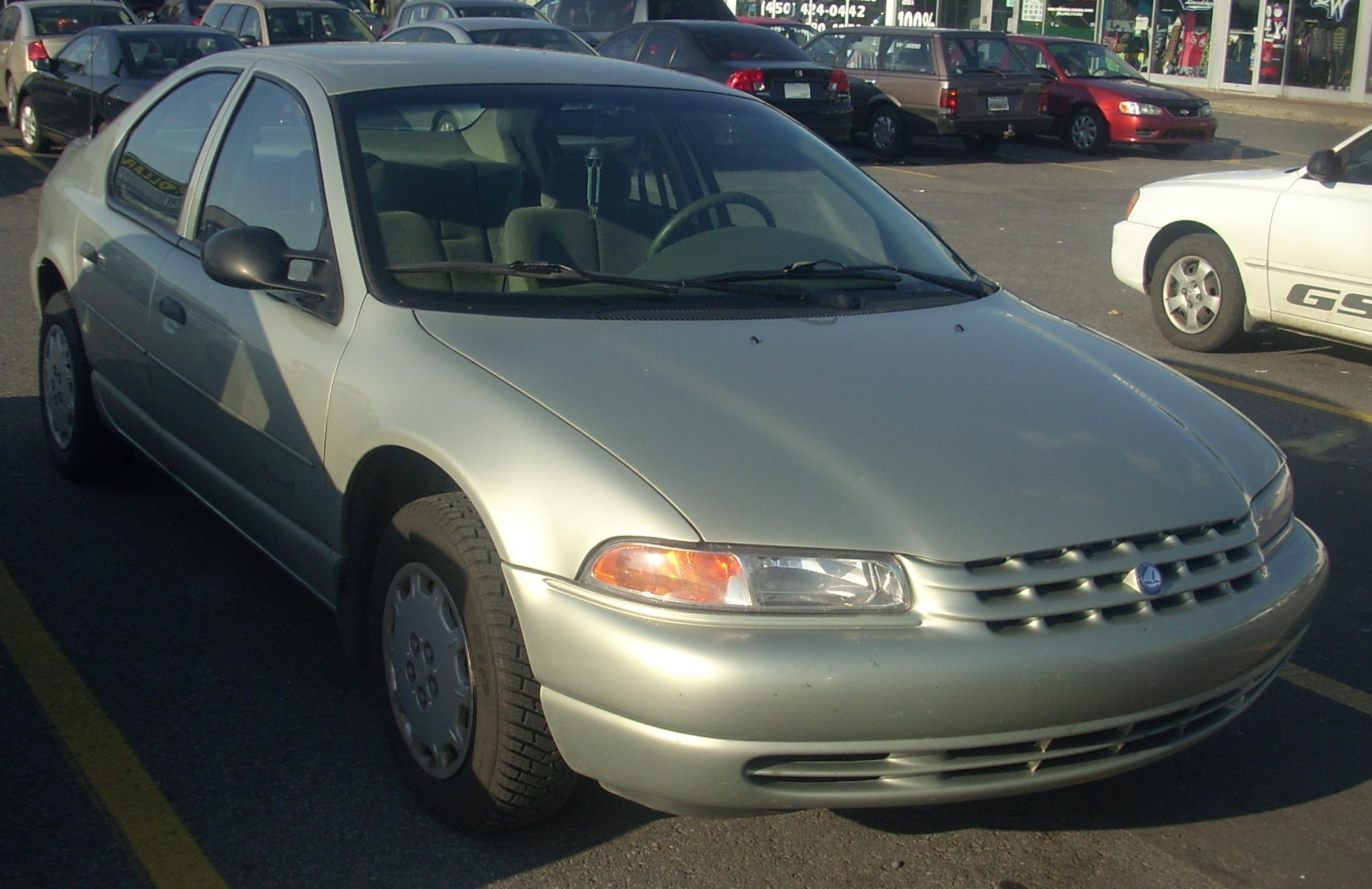
Plymouth Breeze

### Caractéristiques
La Chrysler Stratus est vendue en carrosserie quatre portes en Europe. Le véhicule est vendu en 1995 sur le marché américain sous le nom Chrysler Cirrus. Elle partage sa plate-forme avec les modèles Plymouth Breeze et Dodge Stratus. Le design de la carrosserie est largement inspiré de celui de la Dodge Stratus (pour le marché nord-américain), seules les emblèmes et les inscriptions sont ceux de la marque Chrysler. Les pare-chocs de la Chrysler Stratus sont repris de la Chrysler Cirrus. Les rétroviseurs extérieurs fixes de la version américaine sont remplacés par des versions rétractables pour le marché européen.
Certaines pièces sont changées à l'importation, dont les freins à disques à l'essieu arrière, des amortisseurs rigidifiés, une transmission différente pour les véhicules à boite automatique, les clignotants latéraux, les rétroviseurs extérieurs ainsi que les feux avant. Enfin, l'autoradio est modifié pour afficher l'heure au format 24 heures.
Au niveau de la sécurité, la voiture est équipée de série de deux coussins gonflables de sécurité, ou « airbags », (conducteur et passager avant), de la direction à assistance variable en fonction de la vitesse et de l’ABS.
Pour le confort, la Stratus est équipée de l’air conditionné et d’un radiocassette RDS avec 6 haut-parleurs. Cette radiocassette étant liée à une antenne électriquement rétractable. Par ailleurs, la Cirrus est équipée du système de radiofréquence HomeLink.

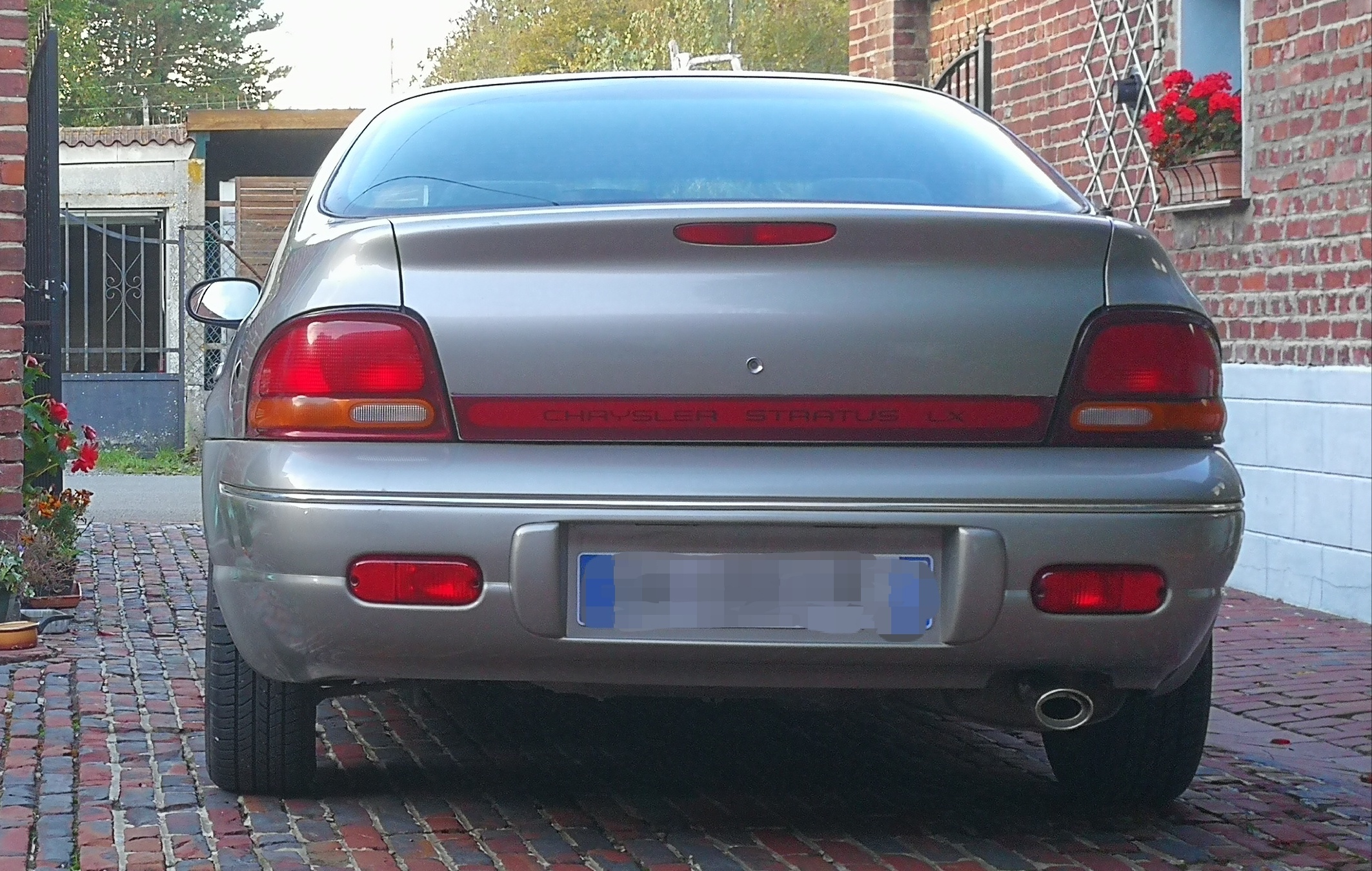
Chrysler Stratus LX 1996, vue arrière
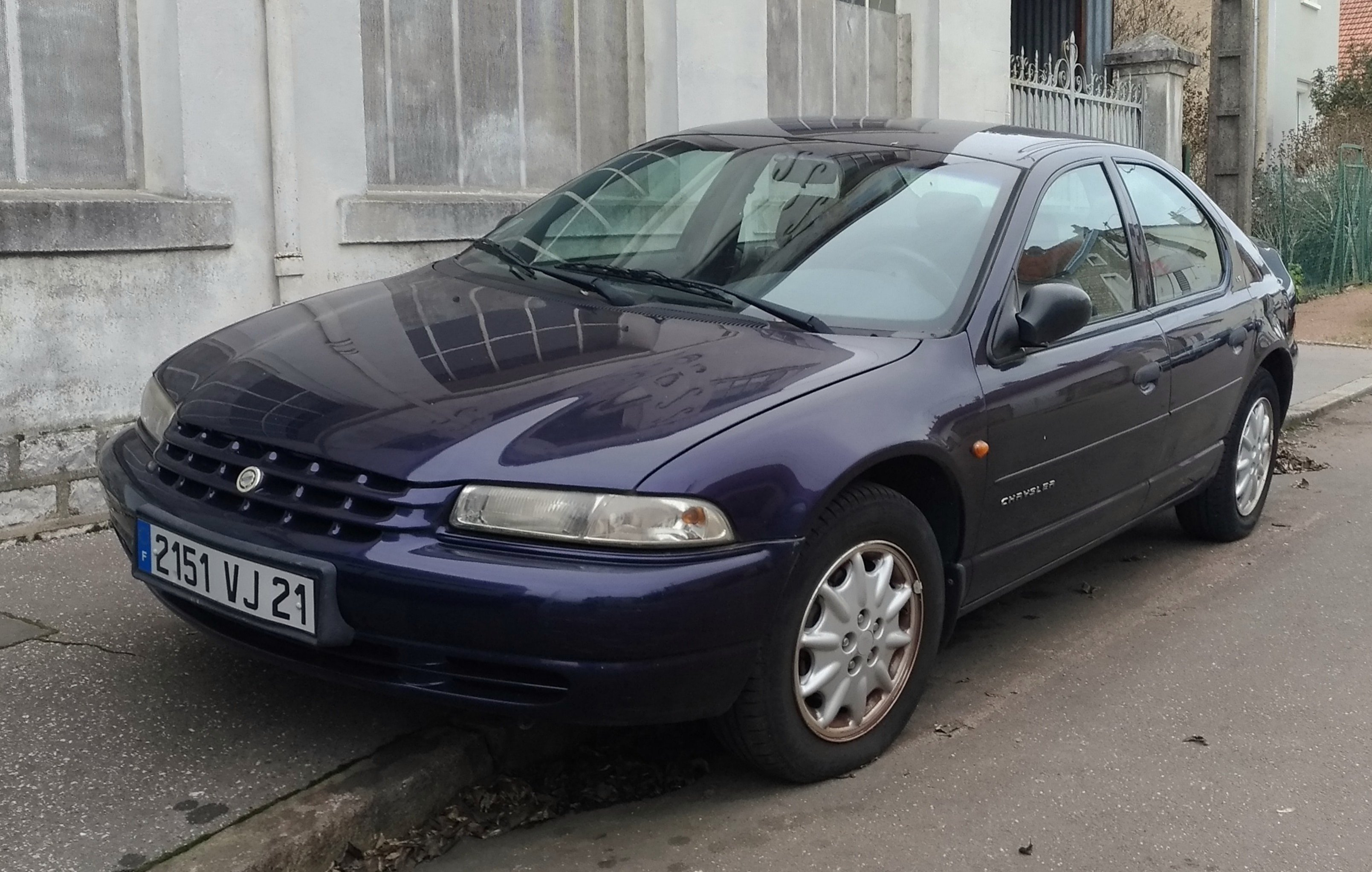
Chrysler Stratus de 1998
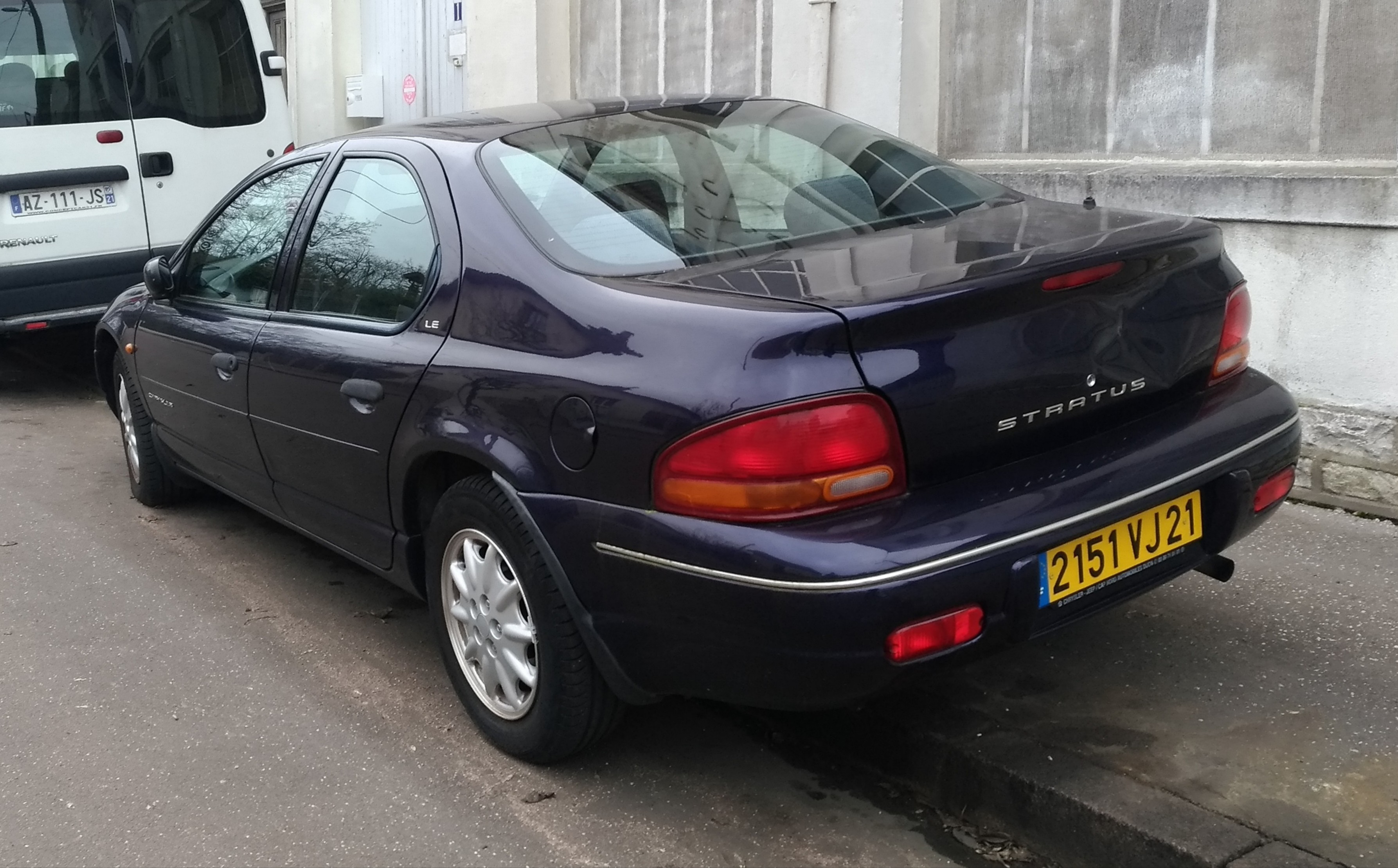
Chrysler Stratus de 1998, vue arrière.
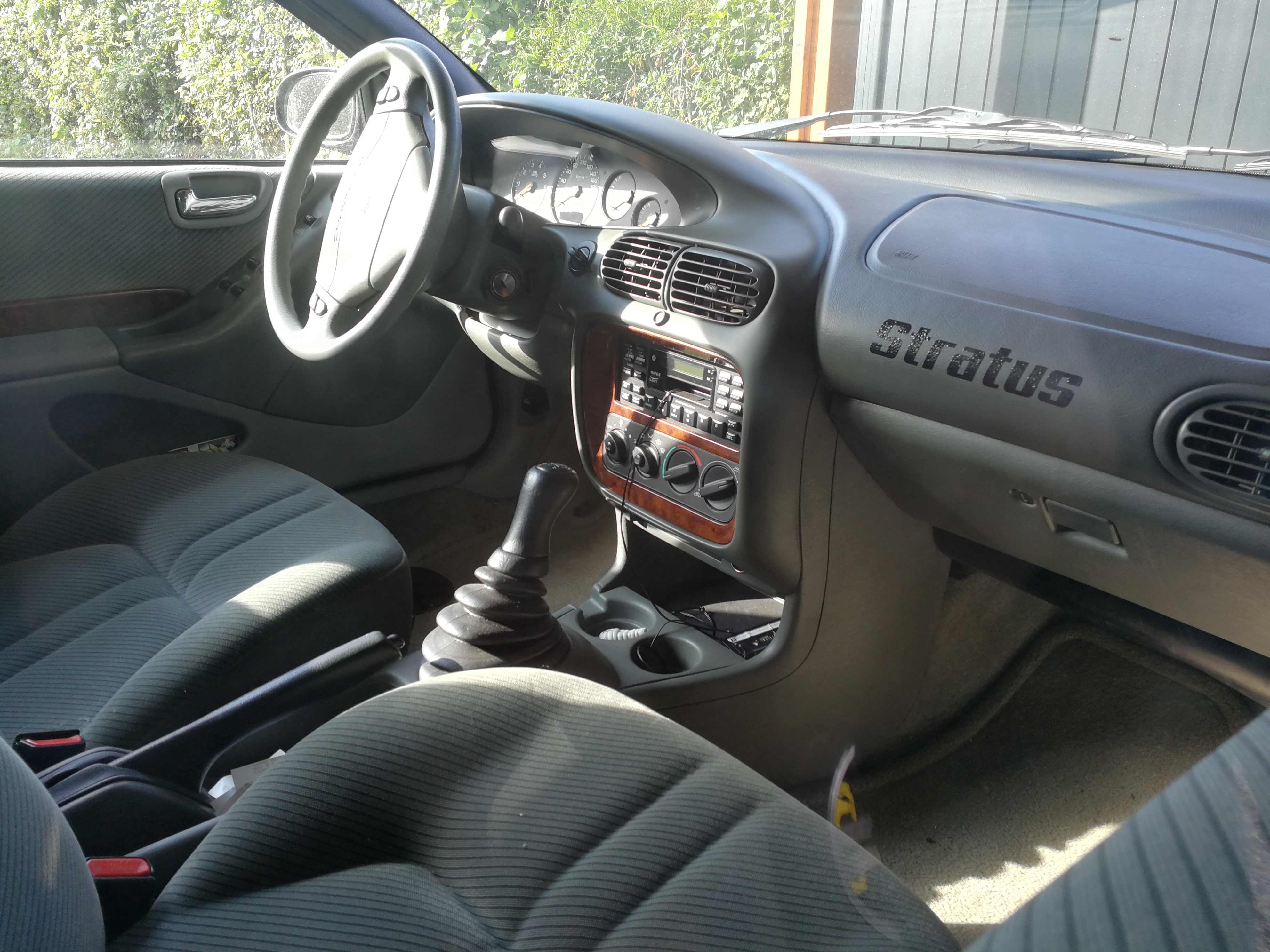
Intérieur.

Un restylage a lieu en 1998, concernant principalement la calandre avant. La calandre passe du dessin en croix à un quadrillage en plastique noir. De plus, celle ci accueille le nouveau logo Chrysler. La Stratus s'équipe par la même occasion de lave-phares.
|               | Chrysler Stratus (Europe)                  | Chrysler Cirrus        | Dodge Stratus                              | Plymouth Breeze                            |
| Motorisations | 2.0L L4 2.5L V6                            | 2.4L L4 2.5L V6        | 2.0L L4 2.4L L4 2.5L V6                    | 2.0L L4 2.4L L4                            |
| Transmissions | 5 vitesses manuelle 4 vitesses automatique | 4 vitesses automatique | 5 vitesses manuelle 4 vitesses automatique | 5 vitesses manuelle 4 vitesses automatique |
| Finitions     | LE LX                                      | LX LXi                 | Base - SE ES                               | Base Expresso                              |

La Stratus berline propose donc quatre niveaux de finitions :
- LE 2.0, 98 kW (133 ch); Moteur 4 cylindres, boîte 5 vitesses manuelle, intérieur velours ou tissu.
- LE 2.0, 98 kW (133 ch); Moteur 4 cylindres, boîte 4 vitesses automatique, intérieur velours ou tissu.
- LX 2.0, 98 kW (133 ch); Moteur 4 cylindres, boîte 5 vitesses manuelle.
- LX 2.5, 120 kW (163 ch); Moteur V6, boîte de vitesses automatique, intérieur cuir, Chargeur 6 CD.

La peinture métalisée était disponible en option.

### Cabriolet

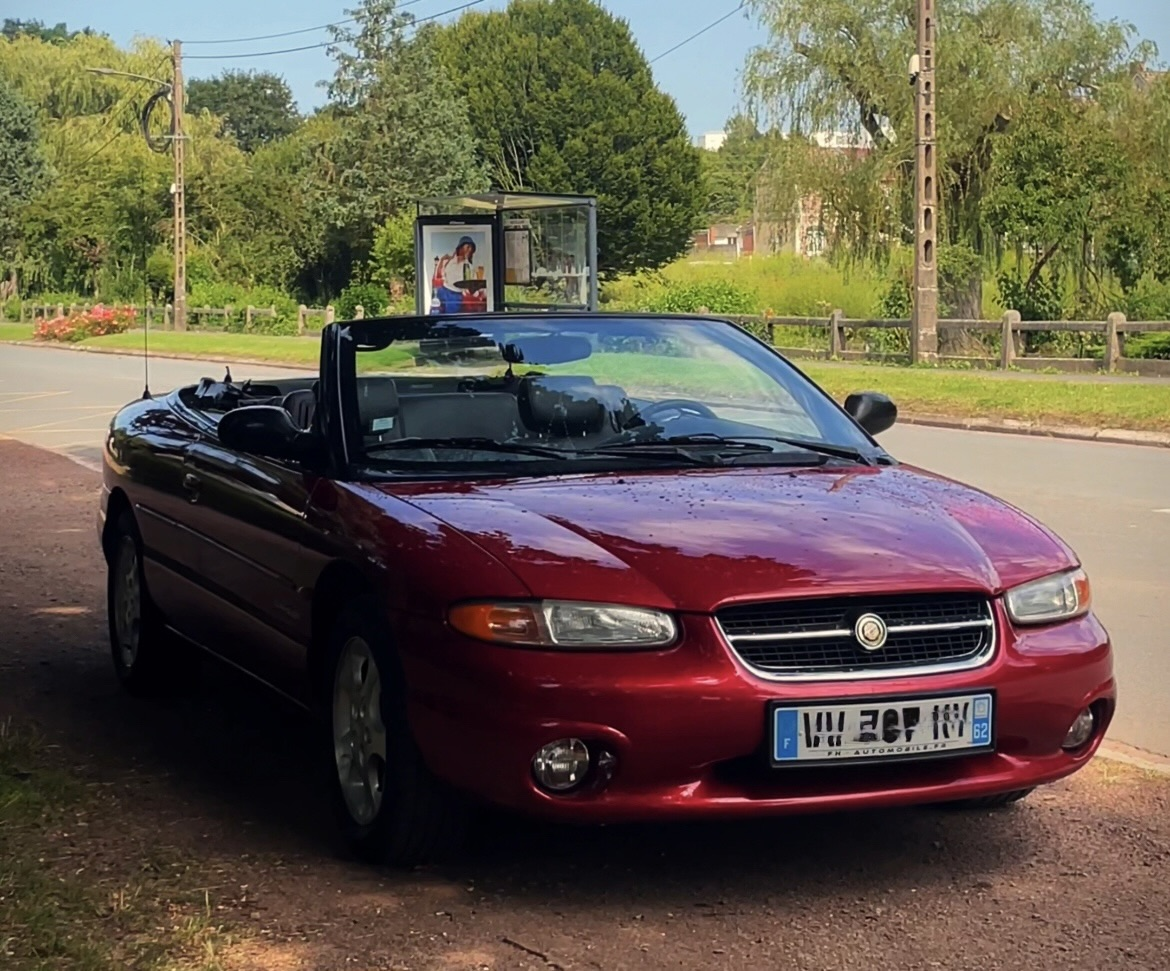
Chrysler Stratus Cabriolet (1996-1999)

La Chrysler Stratus Cabriolet est considérée comme le successeur du Chrysler LeBaron.
Dénommée Chrysler Sebring Convertible aux États-Unis, ce cabriolet possède une plate-forme modifiée de la plate-forme JX. Dotée d'un grand coffre de 300 Litres, capote ouverte, il offre suffisamment d'espace pour quatre personnes. En 1999, la voiture subit un lifting, touchant la calandre comme la berline. Le successeur de la Stratus Cabriolet est vendu en 2001 en Europe sous le nom de Sebring.
Différents modèles et motorisations sont proposés :
- LE 2.0 (1996-1997)
- LX 2.0 (1996-2001)
- LX 2.5 (1996-2001), 125 kW
- Limited (2000-2001), 125 kW

### Coupé

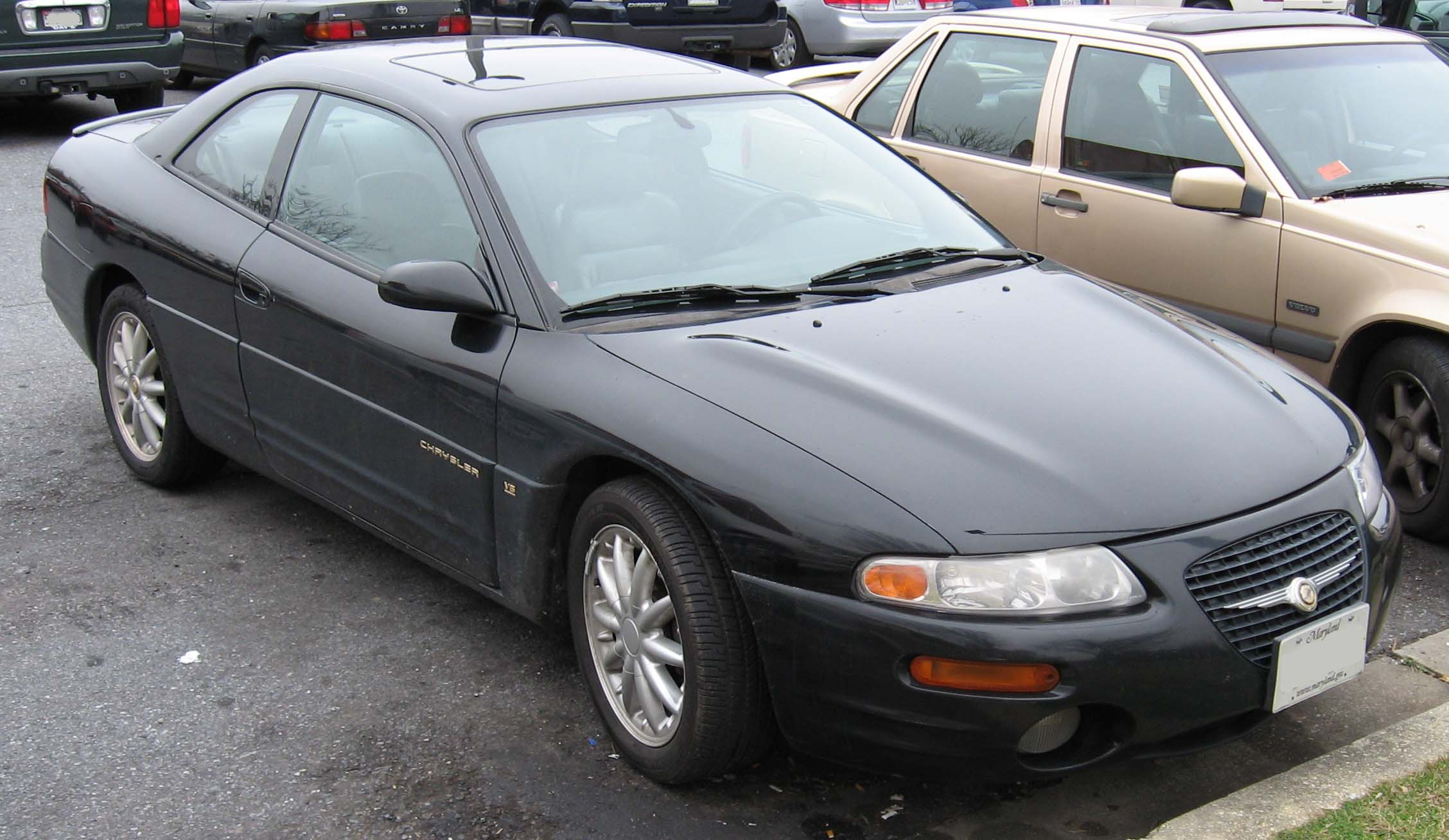
Chrysler Sebring Coupe post 1997

Une autre version de Stratus était disponible aux États-Unis. Il s'agit d'un coupé, nommé Chrysler Sebring Coupe. Il est vendu de 1995 à 2000, et est le successeur du coupé Chrysler LeBaron. Il partage sa plateforme avec le coupé Dodge Avenger.
Le coupé Sebring de première génération est introduit en avril 1995, plusieurs mois après la Dodge Avenger.

#### Mécanique
La Sebring Coupe se comporte bien sur de longues routes sinueuses, offrant un roulement minimal, contrairement à ses prédécesseurs. Le modèle LXi bénéficie de barres stabilisatrices arrière, d'une suspension à double triangulation indépendante aux 4 roues, ainsi que de jantes de 17 pouces. La direction est à crémaillère à vitesse variable.
La plateforme est basée sur celle de la Mitsubishi Eclipse. Les caractéristiques offertes sur les coupés Sebring comprennent des freins à disque aux quatre roues avec ABS, des vitres électriques, un toit ouvrant, et l'émetteur universel de Homelink, entre autres.
Deux motorisations sont disponibles:
- 2.0l 4 cylindres, boite manuelle 5 vitesses ou automatique 4 vitesses
- 2.5l V6, boite automatique 4 vitesses.

#### Design
Au moment de son introduction, la Sebring Coupe arbore une calandre en forme de croix.
La Sebring Coupe subit un lifting mineur pour 1997. Sa grille est remplacée par une grille noire légèrement plus grande, intégrant le nouveau logo ailé de Chrysler. Ce restylage voit également l'ajout de nervures inférieures sur les bas de caisse, et de nouvelles jantes.
Deux niveaux de finition sont disponibles : LX et LXi.

### Ventes
Berline
| Année                                            | 1994   | 1995    | 1996    | 1997    | 1998    | 1999    | 2000    | 2001    | Total     |
| ------------------------------------------------ | ------ | ------- | ------- | ------- | ------- | ------- | ------- | ------- | --------- |
| Ventes en France[réf. nécessaire]                | 0      | 637     | 1 400   | 530     | 350     | 231     | 156     | 64      | 3 368     |
| Ventes aux Etats-Unis (Cirrus, Stratus & Breeze) | 12 997 | 135 993 | 134 072 | 203 088 | 204 481 | 178 326 | 148 102 | 111 623 | 1 128 682 |

### Distinctions
- Voiture de l'année par le magazine MotorTrend aux États-Unis en 1995. La Chrysler Cirrus est en effet saluée pour son design et sa qualité de fabrication[14].
- Voiture Nord-américaine de l'année en 1995[15].
- Classée parmi les 10 meilleures voitures de l'année par le magazine Car and Driver[16]. La voiture est saluée pour son espace intérieur et son confort de conduite.

## Seconde génération (Dodge Stratus)
En 2000, la Stratus est la dernière des "cloud-cars" existantes, les Chrysler Cirrus et Chrysler Stratus ayant été renommées Sebring et la Breeze abandonnée (avec la marque Plymouth). Cette génération de Dodge Stratus n’est vendue ni en Europe, ni au Canada. Elle fut vendue en Russie sous le nom de Volga Siber.
Au cours de cette période, les ventes ont diminué, car le marché des berlines s’est déplacé et a poussé les plus grosses, Dodge Intrepid, et plus tard, Dodge Charger, à enregistrer des ventes. L'année 2004 est marquée par un restylage qui n'a pas inversé cette tendance. La production de la seconde génération de la Dodge Stratus est arrêtée en mai 2006 .
Au Mexique, la Stratus R/T est vendue dans une version turbo. Le moteur turbocompressé de 2,4 L de la Stratus R/T connait quelques améliorations en 2001, la puissance étant portée à 215 ch (160 kW). Ce moteur amélioré est par la suite utilisé aux États-Unis dans les Dodge SRT-4 et PT Cruiser GT. Les moteurs Stratus R/T construites à partir de mars 2004 génèrent une puissance de 225 ch (168 kW) à 5 200 tr/min et un couple de 319 N m à 4 200 tr/min. Les modèles Stratus R/T équipés d'un moteur suralimenté peuvent être identifiés par un badge à l'arrière indiquant "Turbo".
La Dodge Stratus est aussi vendue sous le nom de GAZ Volga Siber en Russie, sous licence de Chrysler.

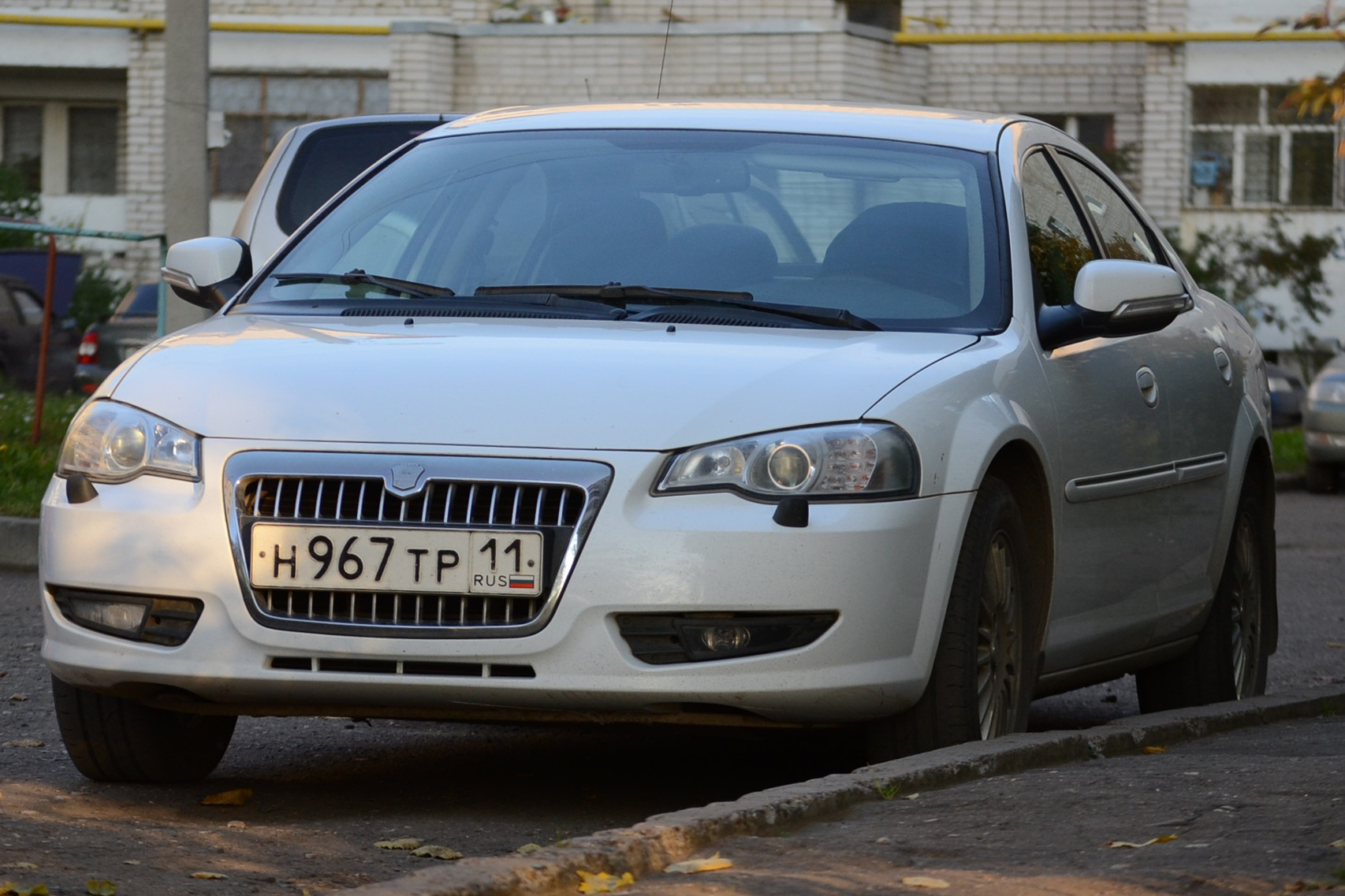
Volga Siber

### Coupé

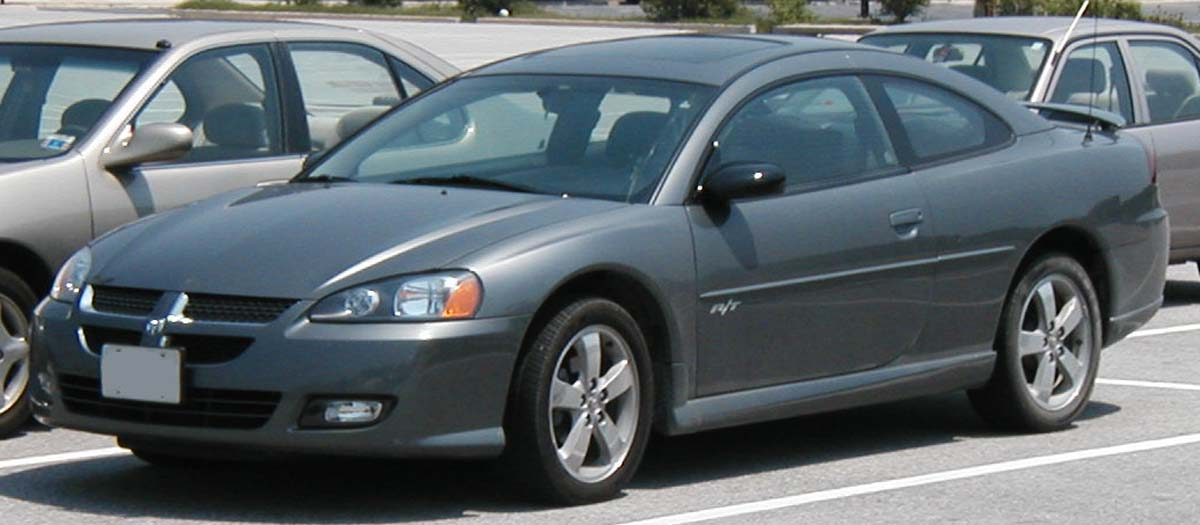
Dodge Stratus Coupé

Pour 2001, Dodge présente le coupé Stratus, en remplacement du coupé Avenger. Ce modèle, ainsi que le coupé Chrysler Sebring, est construit à l’ancienne usine Diamond Star Motors par Mitsubishi, à l’aide de la plate-forme ST-22. Comme son homologue Chrysler, les modèles de coupé n'ont rien de différent hormis leur nom et quelques indices de style extérieur avec les modèles berline et décapotable. Le coupé Stratus est restylé pour 2003. Il est arrêté après 2005, un an avant la berline. La prochaine Dodge de taille moyenne, l'Avenger, ne comporte alors pas de version coupé. Elle précède donc indirectement à la Challenger, Dodge ayant décidé pour ce modèle de revenir à une voiture propulsion aux lignes musclées, la Stratus héritant du design des modèles des années 1990.